# Écrire est une enfance
Écrire est une enfance est un essai autobiographique de l'écrivain Philippe Delerm paru en 2011, ensemble de réflexions sur sa relation à l'écriture.

## Présentation et contenu
Dans cet essai autobiographique, Philippe Delerm, parvenu à la soixantaine, s'interroge sur son écriture et sa passion d'écrire, tente de percer les raisons secrètes, dans une quête introspective, de savoir ce que peut bien signifier l'acte de noircir jour après jour des feuilles de papier, au-delà des raisons habituelles qui tournent autour du besoin de reconnaissance et de l'ego.
Dans cette recherche qui le ramène à l'enfance, il traque la genèse de son écriture, le parcours d’homme et d’écrivain qu'il a suivi jusqu'alors, examinant avec soin le chemin parcouru. Retournant vers ses jeunes années, avec une grande lucidité mâtinée d'une certaine mélancolie,il revient sur ses premiers tâtonnements d'écolier, le lien avec des parents instituteurs qui ont influencé dans une certaine mesure son penchant naturel pour cette forme d'expression, ce besoin de lire exaspéré par l’isolement lié à une longue maladie infantile, une timidité naturelle qui l'a gêné mais a sûrement aussi joué son rôle dans son rapport à l'écriture.
Il poursuit avec ses difficultés, celles de ses relations féminines que n'arrange pas sa timidité, le renoncement final au journalisme sportif, puis la rencontre avec Martine la femme de sa vie, sa décision d'être professeur de lettres, qui est encore une autre forme de relation à l'écriture. Il parle bien sûr des influences littéraires qu'il a subies, celle de Marcel Proust, de Paul Léautaud, Jules Renard parmi les plus notables, ses "parrains d'écriture" comme J.M.G. Le Clézio, Jean d’Ormesson, Pascal Quignard …
Il va connaître le succès qui vient enfin avec La Première Gorgée de bière et autres plaisirs minuscules. C'est un homme éclectique qui, outre son attachement à l'enfance et à la littérature, a une attirance pour le sport en général, et aime aussi la chanson française, la peinture, le cinéma... tout ce qui tourne autour de l'expression artistique, ce mélange de mélancolie de joie, de sérénité et de bonheur qu'on retrouve souvent dans ses récits.

## Sélection bibliographique
- "Dickens, barbe à papa et autres nourritures délectables", Gallimard, 2005,  (ISBN 2-07-076760-4);
- "La Tranchée d'Arenberg et autres voluptés sportives", éditions Panama, 112 pages, 2007;
- "Ma grand-mère avait les mêmes", Éditions Points, collection Le goût des mots,  (ISBN 978-2-7578-0837-5).
- Rémi Bertrand, "Philippe Delerm et le minimalisme positif", Éditions du Rocher, 2005

Références critiques
- "Philippe Delerm, un écrivain engorgé" par Philippe Lançon, Libération du 10 février 2011